# Editto di Rotari
L'editto di Rotari (in latino Edictum Rotharis Regis o Edictum Rothari) fu la prima raccolta scritta delle leggi dei Longobardi, promulgato a Pavia nel palazzo Reale alla mezzanotte tra il 22 novembre e 23 novembre 643 da re Rotari.
L'editto, scritto in latino con frequenti parole d'origine longobarda, è uno dei principali documenti per lo studio dell'evoluzione della lingua longobarda e raccoglie in modo organico le antiche leggi del popolo longobardo, pur con aspetti derivati direttamente dal diritto romano. 
Stando al principio della personalità della legge, l'editto fu valido solo per la popolazione italiana di origini longobarde; quella romana soggetta al dominio longobardo rimase invece regolata dal diritto romano, codificato a quell'epoca nel Digesto promulgato dall'imperatore Giustiniano I nel 533.
L'editto fu la codificazione scritta (con aggiornamenti) della precedente tradizione orale. Il testo può essere considerato il primo abbozzo di storiografia nazionale longobarda: da un editto legislativo iniziò la storiografia longobarda.
Con la romanizzazione dei Longobardi, che in sostanza coincide con il tasso di cristianizzazione effettiva di quel popolo, l'editto di Rotari perde le proprie caratteristiche di diritto personale e nel 700 viene esteso anche ai Romani.

## Contenuti
L'editto inizia con un richiamo ai re precedenti a Rotari, partendo da Agelmundo, primo re storico.
L'editto di Rotari è un insieme di codici fatti per ricomporre le vertenze tra i cittadini sostituendo le faide con risarcimenti pecuniari (guidrigildo). Il principio del guidrigildo è un risarcimento di denaro che varia a seconda del valore e della dignità di chi commette il reato e a seconda di chi lo subisce. Manifesta come la società longobarda fosse notevolmente stratificata. Particolarmente significativa la differenza di pena per l'uxoricidio: se commesso dalla consorte verso il marito, avrebbe portato alla condanna a morte o alla lapidazione della donna; viceversa era punito con una pena pecuniaria. Tuttavia la somma da pagare era al di fuori della portata dei più, e gli uxoricidi erano condannati dunque ai lavori forzati.
Tra gli istituti contemplati dall'editto figuravano il mundio, cioè la potestà dell'uomo sulla donna la quale non aveva alcun diritto, e l'ordalia, consistente, nei casi dubbi, nella prova dei carboni ardenti per l'imputato.

## Redazione
Secondo alcuni studiosi l'editto di Rotari sarebbe stato forse materialmente redatto nello scriptorium di Bobbio sotto il quarto abate, san Bobuleno, e poi promulgato a Pavia. A testimoniare comunque il legame con il monastero bobiense e san Colombano, la data di entrata in vigore dell'atto, ossia il 23 novembre, giorno in cui si festeggia il santo a un anno esatto dalla sua canonizzazione.
Sono pervenuti sino ai giorni nostri soltanto due copie manoscritte dell'editto. Il primo, il Codex Sangallensis 730, è conservato presso l'abbazia di San Gallo, in Svizzera, ed è probabilmente il più antico, poiché contiene unicamente il testo dell'editto stesso. Il secondo, il Codex Vercellensis, si trova nella collezione di manoscritti della Biblioteca capitolare di Vercelli e non è esposto al pubblico. Quest'ultimo è probabilmente successivo al manoscritto sangallese, poiché contiene anche le integrazioni all'editto che, negli anni successivi, vi furono apportate dai re Grimoaldo e Liutprando.